# باشنده‌مرغ
باشنده‌مرغ (نام علمی: Incolornis) نام یک سرده از رده پرنده است.